# Savatheda Fynes
Savatheda Fynes, bahamska atletinja, * 17. oktober 1974, Abaco, Bahami.
Nastopila je na olimpijskih igrah v letih 1996 in 2000, ko je osvojila naslov olimpijske prvakinje v štafeti 4×100 m, leta 1996 pa je v isti disciplini osvojila še srebrno medaljo, leta 2000 je dosegla še šesto mesto v teku na 100 m. Na svetovnih prvenstvih je osvojila naslov prvakinje leta 1999 v štafeti 4x100 m ter bronasto medaljo teku na 100 m leta 1997.